# Rio Araras
Rio Araras är ett vattendrag i Brasilien.   Det ligger i delstaten Paraná, i den södra delen av landet, 1 000 km söder om huvudstaden Brasília.
Trakten runt Rio Araras består till största delen av jordbruksmark. Runt Rio Araras är det glesbefolkat, med 20 invånare per kvadratkilometer.